# Ryan Bucci
Ryan Matthew Bucci (Smithtown, 18 gennaio 1981) è un ex cestista statunitense con cittadinanza italiana.
È il figlio di George Bucci.